# Sulbiate
Sulbiate är en ort och kommun i provinsen Monza e Brianza i regionen Lombardiet i Italien. Kommunen hade 4 334 invånare (2018).